# Henrik Hammar
Bo Henrik August Hammar, född 21 januari 1946 i Hässleholms församling, är en tidigare moderat politiker och regionråd i Region Skåne.  Han lämnade sina uppdrag efter valet 2010.
Han är bror till förre ärkebiskopen Karl Gustav Hammar samt till prästerna Anna Karin Hammar och Hans Börje Hammar.